# The Ashes 2015
Il The Ashes 2015 è stato la 69ª edizione del prestigioso The Ashes di cricket. La serie di 5 partite si è disputata in Inghilterra tra l'8 luglio e il 24 agosto 2015, ed ogni partita si è svolta secondo le regole del test match. I campi su cui si sono disputate le partite sono stati, nell'ordine: Sophia Gardens (Cardiff), Lord's (Londra), Edgbaston (Birmingham), Trent Bridge (Nottingham), The Oval (Londra).

## Ashes Series

### Test 1: Cardiff, 8-12 luglio 2015
| Data             | Luogo                          |             |           | Risultato                     |
| ---------------- | ------------------------------ | ----------- | --------- | ----------------------------- |
| 8-12 luglio 2015 | Sophia Gardens Cardiff, Galles | Inghilterra | Australia | ENG vince di 169 runs Referto |

| Innings | In battuta  | Al lancio   | Risultato                 | Note |
| ------- | ----------- | ----------- | ------------------------- | ---- |
| I       | Inghilterra | Australia   | 430/all out (102.1 overs) |      |
| II      | Australia   | Inghilterra | 308/all out (84.5 overs)  |      |
| III     | Inghilterra | Australia   | 289/all out (70.1 overs)  |      |
| IV      | Australia   | Inghilterra | 242/all out (70.3 overs)  |      |

### Test 2: Lord's, 16-20 luglio 2015
| Data              | Luogo                      |           |             | Risultato                     |
| ----------------- | -------------------------- | --------- | ----------- | ----------------------------- |
| 16-20 luglio 2015 | Lord's Londra, Inghilterra | Australia | Inghilterra | AUS vince di 405 runs Referto |

| Innings | In battuta  | Al lancio   | Risultato                | Note |
| ------- | ----------- | ----------- | ------------------------ | --- |
| I       | Australia   | Inghilterra | 566/8d (149.0 overs)     | |
| II      | Inghilterra | Australia   | 312/all out (90.1 overs) | Pur conducendo la partita con un vantaggio superiore a 200 runs al termine del I innings dell'Inghilterra, l'Australia decide di non chiedere il follow on dell'Inghilterra; al I innings inglese segue quindi regolarmente il II innings australiano. |
| III     | Australia   | Inghilterra | 254/2d (49.0 overs)      | |
| IV      | Inghilterra | Australia   | 103/all out (37.0 overs) | |

### Test 3: Birmingham, 29 luglio-2 agosto 2015
| Data                    | Luogo                             |           |             | Risultato                      |
| ----------------------- | --------------------------------- | --------- | ----------- | ------------------------------ |
| 29 luglio-2 agosto 2015 | Edgbaston Birmingham, Inghilterra | Australia | Inghilterra | ENG vince di 8 wickets Referto |

| Innings | In battuta  | Al lancio   | Risultato                | Note |
| ------- | ----------- | ----------- | ------------------------ | ---- |
| I       | Australia   | Inghilterra | 136/all out (36.4 overs) |      |
| II      | Inghilterra | Australia   | 281/all out (67.1 overs) |      |
| III     | Australia   | Inghilterra | 265/all out (79.1 overs) |      |
| IV      | Inghilterra | Australia   | 124/2 (32.1 overs)       |      |

### Test 4: Nottingham, 6-10 agosto 2015
| Data             | Luogo                                |           |             | Risultato                                |
| ---------------- | ------------------------------------ | --------- | ----------- | ---------------------------------------- |
| 6-10 agosto 2015 | Trent Bridge Nottingham, Inghilterra | Australia | Inghilterra | ENG vince di 1 innings e 78 runs Referto |

| Innings | In battuta  | Al lancio   | Risultato                | Note                                                                                       |
| ------- | ----------- | ----------- | ------------------------ | ------------------------------------------------------------------------------------------ |
| I       | Australia   | Inghilterra | 60/all out (18.3 overs)  |                                                                                            |
| II      | Inghilterra | Australia   | 391/9d (85.2 overs)      |                                                                                            |
| III     | Australia   | Inghilterra | 253/all out (72.4 overs) | L'Inghilterra, portandosi a 3 Test vinti contro 1, vince la serie e riconquista il trofeo. |
| IV      | Inghilterra | Australia   | -                        |                                                                                            |

### Test 5: The Oval, 20-24 agosto 2015
| Data              | Luogo                        |           |             | Risultato                                |
| ----------------- | ---------------------------- | --------- | ----------- | ---------------------------------------- |
| 20-24 agosto 2015 | The Oval Londra, Inghilterra | Australia | Inghilterra | AUS vince di 1 innings e 46 runs Referto |

| Innings | In battuta  | Al lancio   | Risultato                 | Note |
| ------- | ----------- | ----------- | ------------------------- | --- |
| I       | Australia   | Inghilterra | 481/all out (125.1 overs) | |
| II      | Inghilterra | Australia   | 149/all out (48.4 overs)  | |
| III     | Inghilterra | Australia   | 286/all out (101.4 overs) | Follow on richiesto dall'Australia, avendo un vantaggio superiore a 200 runs al termine del I innings inglese. |
| IV      | Australia   | Inghilterra | -                         | |